# Pariser Schule (Medizin)
Als Pariser Schule wird eine Richtung der klinischen Medizin bezeichnet, die am Übergang vom 18. zum 19. Jahrhundert in Frankreich entstand. Sie war streng klinisch-symptomatologisch und pathologisch-anatomisch orientiert.
Zu den Vertretern der Pariser Schule gehörten unter anderem der Kardiologe Jean-Nicolas Corvisart, der Erfinder des Stethoskops René Laennec und der Physiologe François Magendie, der als einer der Vorreiter der modernen Arzneimitteltherapie gilt: „Innerhalb der Pariser Schule hat insbesondere der Physiologe Magendie ab 1820 die Pharmakologie unter Verwendung reiner Wirkstoffe auf eine neue, experimentelle Basis gestellt.“
In der Psychiatrie gingen in der ersten Hälfte des 19. Jahrhunderts die stärksten Impulse von der durch Philippe Pinel und Jean Étienne Esquirol repräsentierten Pariser Schule aus.